# Молоко кобылиц
«Молоко кобылиц» — литературно-художественный сборник, выпущенный группой кубофутуристов «Гилея» в 1913 году.

## История
В выходных данных значится, что сборник был опубликован в 1914 году в Москве, однако на самом деле он был напечатан ранней осенью 1913 года в Херсоне в типографии С. В. Поряденко тиражом 400 (по другим данным, 450) экземпляров в старой орфографии. Об этом рассказывает выступавший в сборнике как поэт и художник Давид Бурлюк: он вспоминает, что к печатанию «Молока кобылиц» приступили в конце августа: когда его жена Мария «ещё лежала после родов в постели, на её кровати сушились ручные офорты „Молока кобылиц“, к печатанию коего сборника только что приступили». Литературовед Владимир Марков полагает, что установить точную дату невозможно, однако склоняется к началу 1914 года.
Первоначально планировалось, что сборник получит название «Миристель» — оно сохранилось в надписях на литографиях Давида Бурлюка, помещённых в «Молоке кобылиц». Владимир Марков считает этот вариант названия находкой Велимира Хлебникова. Кроме того, экземпляр сборника, который хранится в собрании Института Гетти в Лос-Анджелесе, имеет чернильную надпись «Mиpiстель» на обложке аккурат под настоящим названием.
По мнению Владимира Маркова, Давид Бурлюк, редактировавший сборник, стремился к тому, чтобы типографское исполнение было авангардистским: разные стихотворения были набраны разными шрифтами.

## Содержание

Стихотворение Давида Бурлюка «Луна»

Участниками издания стали поэты Давид Бурлюк (также в качестве художника), Николай Бурлюк, Василий Каменский, Алексей Кручёных, Бенедикт Лившиц, Владимир Маяковский, Игорь Северянин, Велимир Хлебников, художники Владимир Бурлюк и Александра Экстер.
Большую часть сборника занимают стихотворения Давида Бурлюка — их 36, тогда как Владимир Маяковский и Игорь Северянин представлены лишь одним произведением. Стихотворение Маяковского «Зигзаги в вечер» позже публиковалось под названием «Адище города».
Участие Игоря Северянина в сборнике объясняется кратковременным союзом между кубофутуристами и эгофутуристами, лидером которых он был. О появлении этого альянса впервые заявили в манифесте «Идите к чёрту!», который был опубликован в предыдущем альманахе «Рыкающий Парнас». Владимир Марков полагает, что решение о публикации Северянина в обоих сборниках было принято в последнюю очередь — этим объясняется и то, что в них представлено всего по одному его стихотворению, и располагаются они в конце, после остальных поэтов.

### Вместо предисловия. Из одного письма Велимира Хлебникова

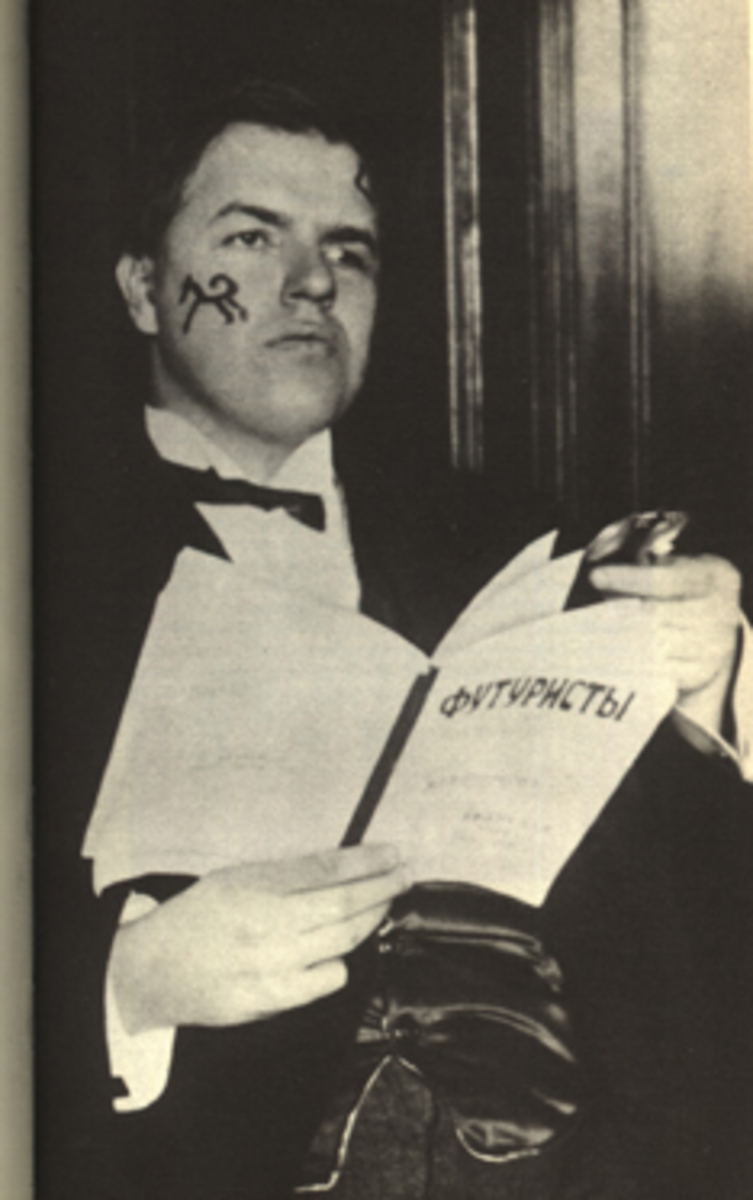
Давид Бурлюк

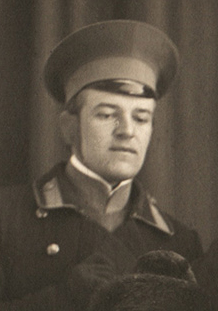
Николай Бурлюк

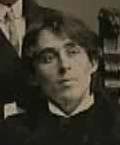
Алексей Кручёных

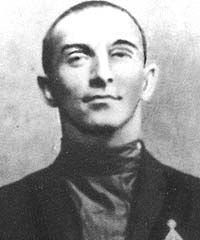
Бенедикт Лившиц

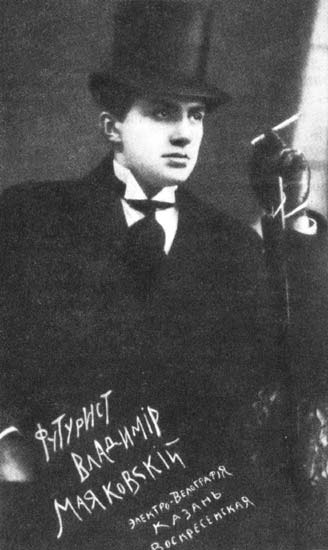
Владимир Маяковский

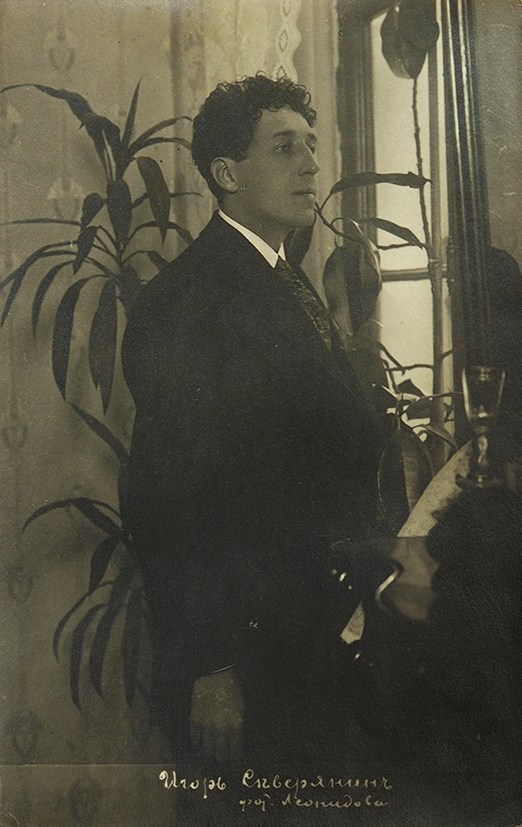
Игорь Северянин

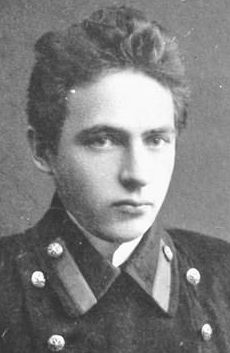
Велимир Хлебников

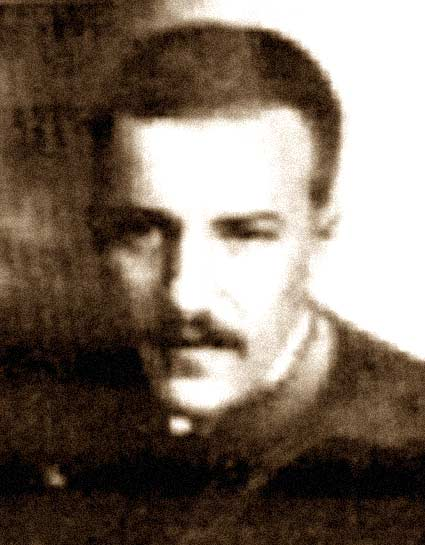
Владимир Бурлюк

Сборник не имеет ярко выраженного манифестационного или провокационного посыла, однако открывается отрывком из письма Велимира Хлебникова поэту Вячеславу Иванову — этот фрагмент имеет программное содержание. В начале поэтической биографии Хлебников посещал литературные собрания в «Башне» Иванова, и, несмотря на разницу в литературных позициях, они с интересом и уважением относились друг к другу.
В указанном отрывке Хлебников обращает внимание на то, что на смену европейской науке приходит евразийская, и русский народ должен быть среди лидеров этого процесса. Хлебников заявляет о превосходстве «человека материка» над «человеком побережья».
Человек материка выше человека лукоморья и больше видит. Вот почему в росте наук предвидится пласт — Азийский, слабо намеченный и сейчас. Было бы желательно, чтобы часть ударов молота в этой кузне Нового Века принадлежала русским. Но русские несколько холодны к подвигам своих соотчичей и не заботятся о первенстве. Я вообще сомневаюсь, чтобы в России можно было что-нибудь напечатать, кроме переводов и подражаний.
Публикация этого отрывка свидетельствует об усилении национальных позиций в русском футуризме. Известно, что большинство будетлян были настроены против итальянского футуризма: это, в частности, выразилось в акции протеста во время визита его лидера Филиппо Томмазо Маринетти в Санкт-Петербург. Её идеологами и авторами резкой листовки в его адрес были Хлебников и Лившиц.

### Стихотворения
Велимир Хлебников
- «Я негеишна негута смеявистая смеявица…»
- «Когда рога оленя подымаются над зеленью…»
- «Осиновый скук кол…»
- «Мои глаза бредут, как осень…»
- Па люди («Птица стремясь в высь…»)
- Песнь Мирязя (Продолжение) («Синятое небо. Синючие воды. Краснючие сосны…»)
- Алфёрово («Немало славных полководцев…»)
- Сельская дружба («Как те виденья тихих вод…»)

Давид Бурлюк
- Небо над парком («Древний блеклый щит героя…»)
- Первые взгляды («Окно открыл и посмотрел на грядки…»)
- «В голубые просторы…»
- Утро («Я видел девы пленные уста…»)
- Посул осени («Туман разит цветы…»)
- Солнце («Камень знойный одноглаз…»)
- «Ушедших мигов тайный вред…»
- Млечный путь («Кого я ждал здесь на немой дороге…»)
- В трамвае («Там, где девушки сидели…»)
- Весна («Ты растворила затхлый дом…»)
- Вечер в России («Затуманил взоры…»)
- Пейзаж («Мечтанье, трепет, тишина…»)
- Весна («В холодной мгле в смертельном подземельи…»)
- Зима («Луна скользит, как с корабля Мертвец…»)
- Летний Инок («Звон цветов, лобзанье пчел…»)
- «Из домов и в дома выходили, входили фигуры…»
- «Знаешь край, где плещет влага…»
- «Над кружевами юных вод…»
- «Нас было двое, мы слагали…»
- «Как сказочны леса под новым сил убором…»
- «Ты нас засыпал белым, белым…»
- Вокзал («Часовня встреч, разлук вокзал…»)
- Марина («В безмолвной гавани за шумным волнорезом…»)
- Подарки («Ты истомленному в пустыне…»)
- «По неуклонности железной…»
- Собиратель камней («Седой ведун…»)
- Зима («Как скудны дни твои…»)
- «На улицах ночные свечи…»
- Сумерки («Весёлый час! Я посетил кладбище…»)
- «Четвероногое созданье…»
- Наездница («На фоне пьяных коней закатных…»)
- «О желанный сугроб, чистота…»
- Весна («Дрожат бледнеющие светы…»)
- «Волн змеистый трепет…»
- «Кто ранен здесь, кто там убит…»
- Сумерки («Возможность новая усталым взорам мрак…»)

Николай Бурлюк. Ущербленность. Цикл 1-й
- «Что значит?! Шум и шум к весне…»
- Бабушка («Постаревши, расскажу…»)
- «Ползу на край сварливой крыши…»
- В трамвае («Злой мальчишка, я слепой…»)
- Пятый этаж («Одно мне: утешенье…»)
- «В ущелье уличного дыма…»
- «Огонь, ты греешь мать и братьев…»
- «В степи восхода солнце ищет…»
- «О берег плещется вода…»
- «Смыкаются незримые колени…»
- «Я изнемог, и смутно реет…»

Владимир Маяковский
- Зигзаги в вечер («Адище города окна разбили…»)

Алексей Кручёных
- «Луной гнилою…»
- «Моих детей не узнаете?..»
- Песня шамана («Котеро Перо Бясо…»)

Бенедикт Лившиц. Слова на эро
- «Белый лекарь, недозрелый трупик…»
- «О тропике трепетный клоун…»

Василий Каменский
- Cеверная рождествель («Тканая скатерть морозницей вицей…»)
- Чугунное житьё («Чугунное житьё. Ношу кривой татарский нож…»)
- Ночь («Блещут Вещие Зарницы…»)
- Словойско («Словойназа Словолю Словожди…»)
- Одеяния («Песниянка Песниянная Песниянных…»)

Игорь Северянин
- В блёсткой тьме («В смокингах, в шик опроборенные, великосветские олухи…»)

### Графика
Примечательной особенностью сборника стало то, что рисунки «Портрет женщины» Давида Бурлюка и «Сотворение мира» Владимира Бурлюка не напечатаны типографским способом, а нарисованы цветными чернилами от руки и включены в каждый экземпляр.
Всего в сборнике восемь автолитографий, которые напечатаны на голубоватой плотной бумаге. Две из них принадлежат Давиду Бурлюку и включают в себя не только графическое изображение, но и рукописные стихотворения «Луна» и «Облако». Ещё шесть рисунков исполнил Владимир Бурлюк. Четыре из них — изображения персонажей в «скифской» манере — с вытянутыми лицами, два другие — нарисованные в примитивистской манере женский портрет и изображение иконы. В Государственном литературном музее есть экземпляр, подаренный издателем художнику-графику В. Соколову, в котором указано, что это портрет художницы Александры Экстер, которая также была участницей сборника: в нём помещены две автотипии с её картин «Натюрморт» и «Пейзаж».

### Каталоги и реклама
В конце сборника представлены каталоги издательств футуристов «Гилея», Г. Кузьмина и С. Долинского, «Журавель», а также реклама общества художников «Союз молодёжи», художественного бюро Н. Добычиной, берлинской галереи «Sturm», студии Д. Бурлюка и других.

## Реакция и критика
Литературовед Владимир Марков считает невыразительным эксперимент Давида Бурлюка со шрифтовым исполнением сборника. Он ограничился тем, что разные стихи были напечатаны разными шрифтами, что было неизобретательно по сравнению со сложными типографскими комбинациями, которые использовали футуристы в Италии.
Марков дал высокую оценку стихам Велимира Хлебникова, напечатанным в сборнике: они «исполнены националистического и панславянского духа и по содержанию, и по форме, и по тону». Однако напечатаны они не полностью и с опечатками — исключением стала только драматическая идиллия «Сельская дружба». Стихотворения Василия Каменского отмечены влиянием Хлебникова и словотворческими экспериментами. Среди остальных произведений Марков уделят внимание стихотворению Алексея Кручёных «Песня шамана» («столбец полуосмысленных слов»), двум «довольно вычурным, но тщательно выстроенным» стихотворениям Бенедикта Лившица. Низкую оценку исследователя заслужили произведения Бурлюка, которые куда ближе к русской поэзии XIX века, чем к футуризму, а там, где авангардистская манера проглядывается, его трудно отличить от отсутствия мастерства. «Ничуть не лучше и двенадцать опусов Николая Бурлюка, объединённых в цикл „Ущербленность“: они сплошь невыразительны, однообразны, подражательны и настолько похожи на стихи брата, что вполне могли быть приписаны ему», — отмечает Марков.